# سان ستفانو (روستا)
سان ستفانو (به بلغاری: San Stefano) یک منطقهٔ مسکونی در بلغارستان است که در شهرستان کارنوبات واقع شده‌است.